# Donald emballeur
Pour plus de détails, voir Fiche technique et Distribution.
Donald emballeur (The Clock Watcher) est un dessin animé de la série des Donald Duck produit par Walt Disney pour RKO Radio Pictures sorti le 26 janvier 1945.

## Synopsis
Le travail de Donald consiste à emballer les cadeaux d'un grand magasin et bien entendu il le fait de manière catastrophique...

## Fiche technique
- Titre original : The Clock Watcher
- Titre français :  Donald emballeur[1]
- Série : Donald Duck
- Réalisateur : Jack King
- Animateurs: Don Towsley, Bill Justice, Judge Whitaker, Josh Meador
- Layout : Ernest Nordli
- Background : Howard Dunn
- Musique : Oliver Wallace
- Voix : Clarence Nash (Donald)
- Producteur : Walt Disney
- Société de production : Walt Disney Productions
- Distributeur : RKO Radio Pictures
- Date de sortie : 26 janvier 1945[2]
- Format d'image : couleur (Technicolor)
- Son : Mono (RCA Photophone)
- Durée : 8 min
- Langue : (en)
- Pays :  États-Unis

## Commentaires
Après environ 57 secondes, Donald qui vient de passer devant un mannequin "pin-up" revient et se transforme brièvement en loup hurlant de désir (en fait, c'est uniquement sa tête qui se transforme, il n'y a aucun doute sur la nature de cette tête et sur la mimique d'imitation "averyenne") . C'est un clin d'œil de l'équipe de réalisation au loup de Tex Avery dans Le Petit Chaperon rouge sorti deux ans auparavant[réf. nécessaire].

## Titre en différentes langues
D'après IMDb :
- Suède : Kalle Anka packar paket, Kalle Anka slår in paket